# Дзекка
Палаццо-делла-Дзекка (італ. Il Palazzo della Zecca) або просто Дзекка (італ. Zecca, дослівно -  монетний двір) — будівля XVI століття у Венеції, Італія, в якій розміщувався монетний двір Венеційської республіки. Сучасну споруду, розташовану на місці попереднього монетного двору спроєктував Якопо Сансовіно і її було зведено між 1536 та 1548 роками. Сильно рустиковану кам'яну двоповерхову будівлю побудували для покращення захисту монетного двору від пожеж та крадіжок. Джорджо Вазарі вважав її найкращою, найбагатшою та найміцнішою з будівель Сансовіно («…bellissimo, ricchissimo, e fortissimo edificio de' suoi è la Zecca di Venezia…»).
З XV століття венеційський монетний двір карбував до двох мільйонів монет на рік, включаючи золоті цехіни (італ. zecchino від італ. Zecca, Дзекка — монетний двір) та срібні гроші (італ. grosso). Карбування монет в Палаццо-делла-Дзекка тривало протягом усього існування Венеційської республіки та продовжувалось після її ліквідації Наполеоном в 1797 році і припинилось лище в 1852 році під час другого періоду австрійського панування (1814—1866). З 1872 до 1900 року будівлю використовували як резиденцію для Торгово-промислової палати. З 1904 року в ній розташовується основна частина Національної бібліотеки Святого Марка, історична будівля якої в сусідньому будинку, також збудованому Сансовіно, нині переважно функціонує як музей.

## Історична довідка
Попередній монетний двір, розташований у парафії Сан-Бартоломео на Гранд-каналі, навпроти ринку Ріальто, було закрито, а земельну ділянку продано урядом у 1112 році. У документі про продаж зазначено, що монетний двір займав це місце з «античності», можливо, з моменту першого карбування місцевої монети — каролінгського срібного денарія, що карбувався з ім'ям імператора Людовіка Благочестивого. З середині XII століття карбування монети у Венеції припинилось і, здається, для місцевих операцій використовувалася веронська монета, тоді як для міжміської торгівлі використовувалися візантійські монети. Місцеве карбування монет відновилося під час правління Вітале II Мікеля (правив 1156—1172) і значно збільшилось після впровадження срібного венеційського дуката, або гроссо в 1193 році.

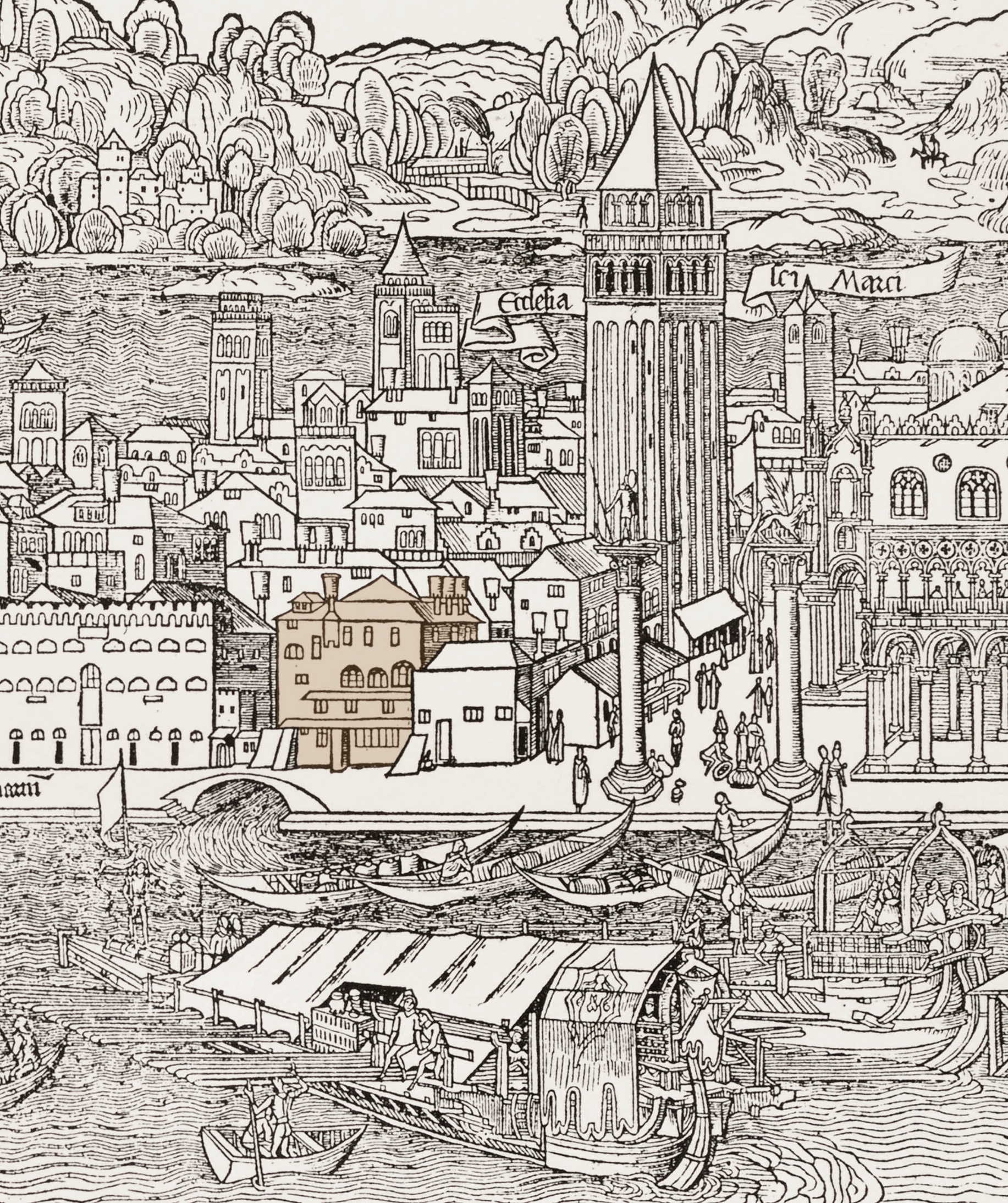
Фрагмент ксилографії Peregrinatio in Terram Sanctam роботи Ерхарда Ройвіча (1486), що показує попередній монетний двір (жовтим коліром) на площі Сан-Марко.

У резолюції Великої ради 1278 року на площі Сан-Марко згадується новий срібний монетний двір. Він був розташований на площі П'яцетта, навпроти Палацу дожів, що забезпечувало більшу безпеку і полегшувало нагляд з боку міської магістратури Ради сорока. За давньою італійською традицією монетний двір, як символ фіскальної автономії та економічного процвітання, розташовувався поблизу резиденції уряду. 1285 року, після введення золотого дукату, був заснований окремий золотий монетний двір, ймовірно, поруч із існуючим срібним монетним двором. У обговоренні Великої ради, датованому тим самим роком, монетний двір згадується як Zecca. До 1290 року ця назва також використовувалася для срібного монетного двору, раніше відомого під терміном Moneta.
Згодом, оскільки попит на монети зріс, ці монетні двори було розширено і добудовано додаткові поверхи. Ксилография Ройвіча (Майнц, 1486) і гравюра де Барбарі (Венеція, 1500) показують монетний двір як одну триповерхову будівлю з внутрішнім двором позаду. Споруда обмежена з усіх боків: із заходу каналом, з півночі хоспісом для паломників X століття, зі сходу низкою хостелів і м'ясним ринком, а з півдня — рядом нахилів. до лавок, які орендували прокуратори Святого Марка продавцям ковбаси та сиру.
В липні 1532 року в будівлімонетного двору спалахнула пожежа і це викликало занепокоєння щодо його безпеки. Після інспекції дожа Андреа Грітті (правив у 1523—1538 роках), 4 грудня 1535 року Рада десяти (республікагнський магістрат, що відповідав за захист життєво важливих інтересів держави) постановила, що весь монетний двір має бути перебудований із кам'яними склепіннями, щоб усунути використання дерев'яних балок. Це рішення збіглося з необхідністю додати печі та збільшити виробництво після обговорення Ради десяти в 1526 році, яке зобов'язало урядові установи, дислоковані у підвладних містах на материку, приймати лише венеційську валюту, фактично замінивши місцеву валюту для офіційних операцій. Крім того, необхідно було покращити безпеку, коли після 1528 року на монетному дворі почали приймати приватні вклади під проценти, як засіб збільшення пропозиції срібла для карбування.
Для дизайну нового монетного двору було розглянуто три проєкти і 28 березня 1536 року Рада десяти присудила замовлення Якопо Сансовіно. Архітектор, як прото (архітектор-консультант і керівник будівель) прокураторів Святого Марка, вже керував завершальними етапами будівництва Старої прокурації (Procuratie vecchie) на площі Сан-Марко після смерті його попередника П'єтро Бона, але монетний двір був його першим великим замовленням у Венеції.

## Будівля

### Будівництво

#### 1536—1548 роки

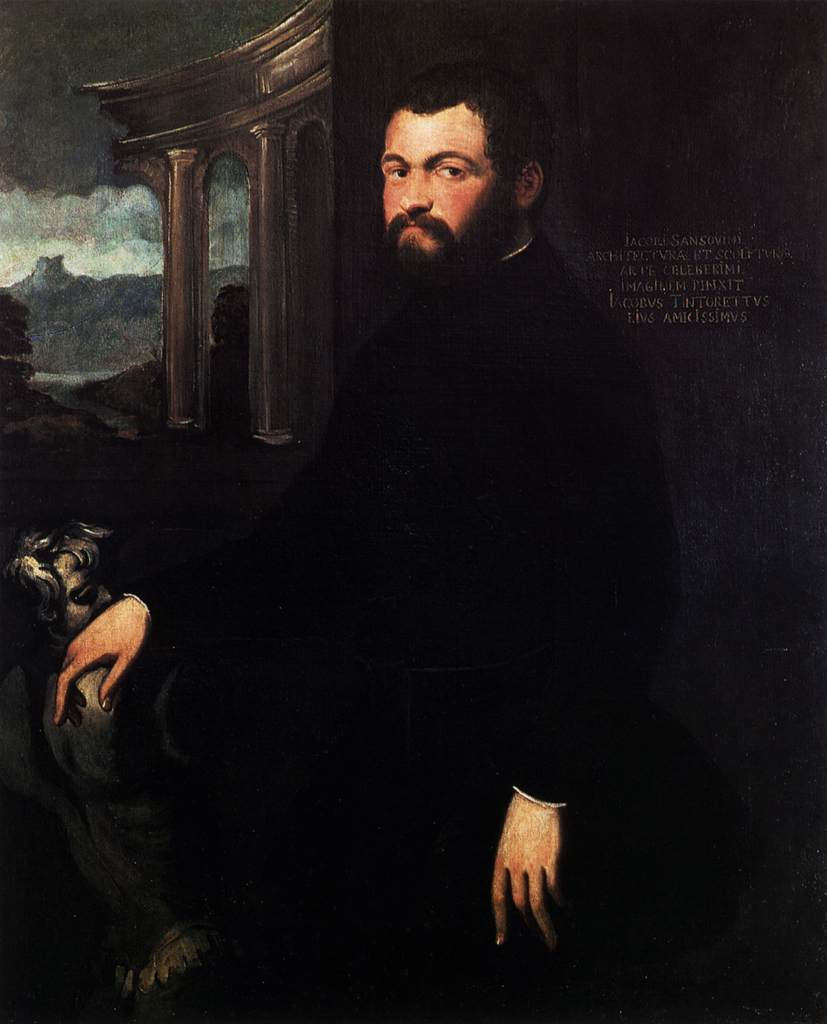
Тінторетто, Портрет Якопо Сансовіно (до 1546), Флоренція, Галерея Уффіці. Архітектор також працював архітектором-консультантом при будівництві Zecca, щоб скласти контракти та вирішити всі питання, пов'язані з проєктуванням.

Разом із потребою забезпечити більший протипожежний захист і безпеку, а також простір для збільшення виробництва, монетний двір мав символізувати фінансове відновлення Венеції після років голоду та війни. Він був невіддільною частиною renovatio urbis, великої архітектурної програми, розпочатої під керівництвом дожа Андреа Грітті, щоб висловити відновлену впевненість Венеції та підтвердити її міжнародний престиж після попередньої поразки під Агнаделло під час війни Камбрейської ліги та подальшого Болонського миру, який санкціонував гегемонію Габсбургів на Італійському півострові наприкінці війни Коньякської ліги. Програма, яка включала бібліотеку (1537 р.) і лоджію дзвіниці (1538 р.), передбачала перетворення площі Сан-Марко із застарілого середньовічного центру міста з торговцями продуктами, міняйлами і навіть вбиральнями на класичний форум. Мета полягала в тому, щоб згадати стародавню Римську республіку та, після пограбування Риму в 1527 році, представити Венецію як справжнього наступника Риму. Розуміння Сансовіно принципів Вітрувія та його безпосереднє знання давньоримських прототипів, отримане під час перебування в Римі, забезпечили знання, необхідні для реалізації програми.
Щоб зібрати 5000 дукатів, виділених на будівництво, Рада десяти дозволила звільнити рабів на Кіпрі, який тоді був венеційським володінням, по 50 дукатів за душу. Подібним чином було зібрано додаткові кошти в 1539 і 1544 роках. Зрештою, будівництво монетного двору перевищило початкову вартість приблизно вшестеро.
Будівництво почалося в 1536 році, і, враховуючи важливість монетного двору, йому, здається, не завадили фінансові обмеження під час османсько-венеційської війни (1537—1540). Оскільки карбування не можна було переривати, роботи доводилося продовжувати поетапно, починаючи зі сховища деревного вугілля на північній стороні. Щоб захистити конструкцію від припливів, рівень підлоги підняли приблизно на 1 метр. 1539 року було вирішено включити сирні та ковбасні лавки вздовж набережної до нової споруди, щоб надати більшої гідності монетному фасаду, а також розширити верхній поверх над крамницями та забезпечити додатковий простір для монетного двору, який знаходився нагорі. Але з міркувань безпеки, в 1588 році крамниці були перенесені з будівлі монетного двору. Аркади на першому поверсі, спочатку відкриті для сприяння комерційній діяльності, були замуровані, а приміщення було приєднане до монетного двору. Будівництво завершилось в 1548 р.

#### 1558 - додання 3-го поверху
Первісна будівля Сансовіно мала лише два поверхи з низьким горищем нагорі, освітленим маленькими прямокутними вікнами. Але влітку горище ставало непридатним для роботи в ньому через поднання спеки від нагрівання свинцевого даху на сонці та від печей унизу. 1558 року Рада десяти дозволила будівництво додаткового поверху, який мав бути оплачений коштами, що залишилися. Хоча з Сансовіно, ймовірно, консультувалися щодо технічних і структурних аспектів, малоймовірно, що він справді спроєктував верхній поверх.

### Архітектура

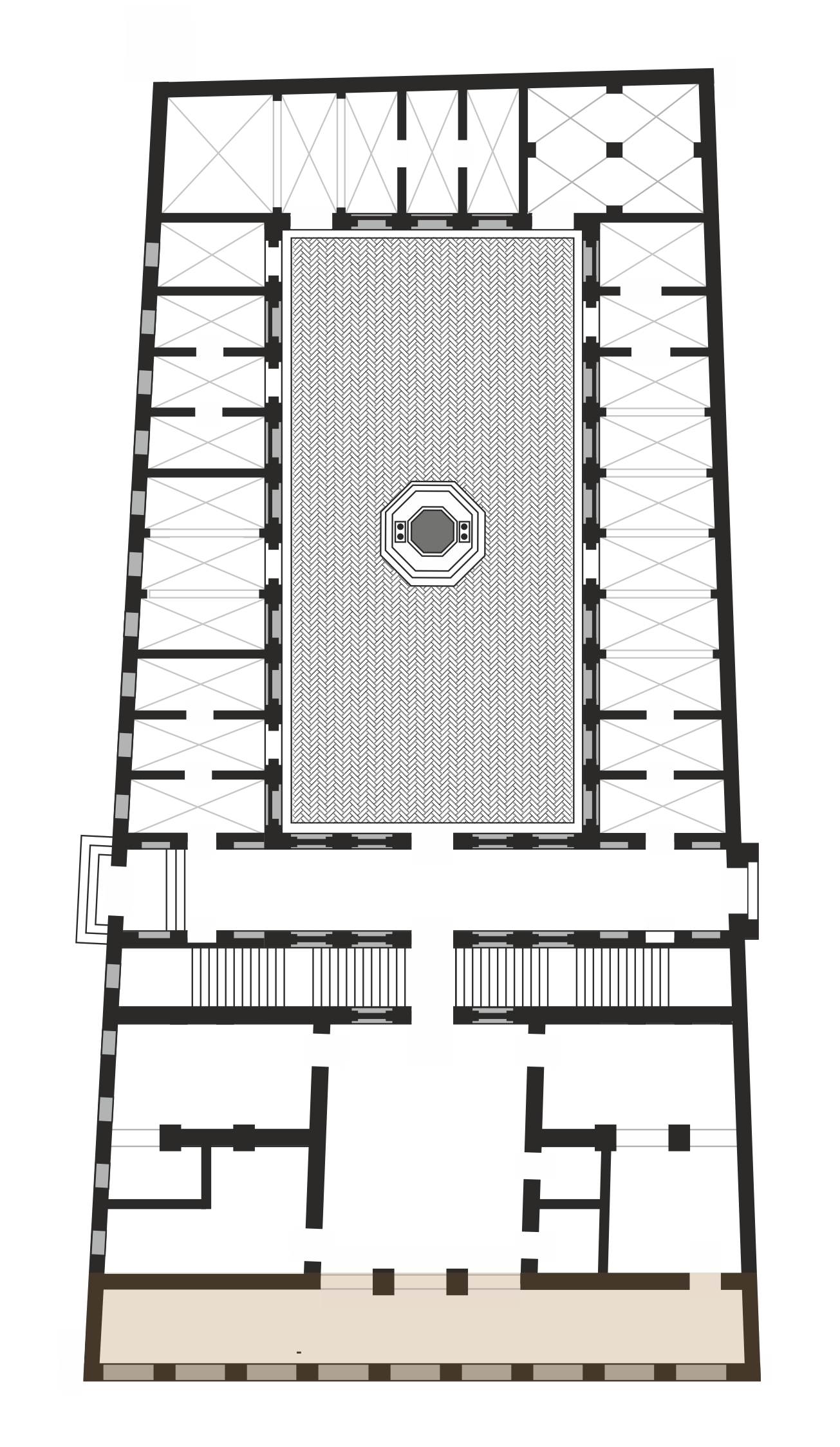
План цокольного поверху із заштрихованою зоною розташування ковбасних та сирних цехів (перенесено у 1588 р.)

У зв'язку з необхідністю забезпечення безперервних карбувальних операцій під час будівництва, основна структура попереднього монетного двору, найімовірніше, була збережена, а діяльність тимчасово переміщували у секції, що на той час не були затронуті будівництвом. Площа на першому поверсі, яка виходила на лагуну, відокремлена від решти будівлі сходами та довгим коридором, що з'єднує вхід води вздовж каналу та вихід на землю на П'яцетту, була зайнята офісами срібних чиновників і печами для плавлення та лиття срібла. У тильній частині вздовж прямокутного внутрішнього двору було розташовано двадцять майстерень для виготовлення срібних монет. Сансовіно спроєктував ці майстерні як невеликі приміщення, щоб тісно розташовані стіни забезпечували адекватну підтримку важких кам'яних склепінь. Поклади деревного вугілля знаходилися на дальній стороні двору. Під тротуаром була побудована цистерна для збору дощової води, доступ до води здійснювався через гирло колодязя зі статуєю Аполлона, яку замовив Данезе Каттанео. Верхній поверх, призначений для карбування золотих монет, був улаштований так само, але з більшими за розміром майстернями, а отже меншою їх кількістю.

#### Фасад

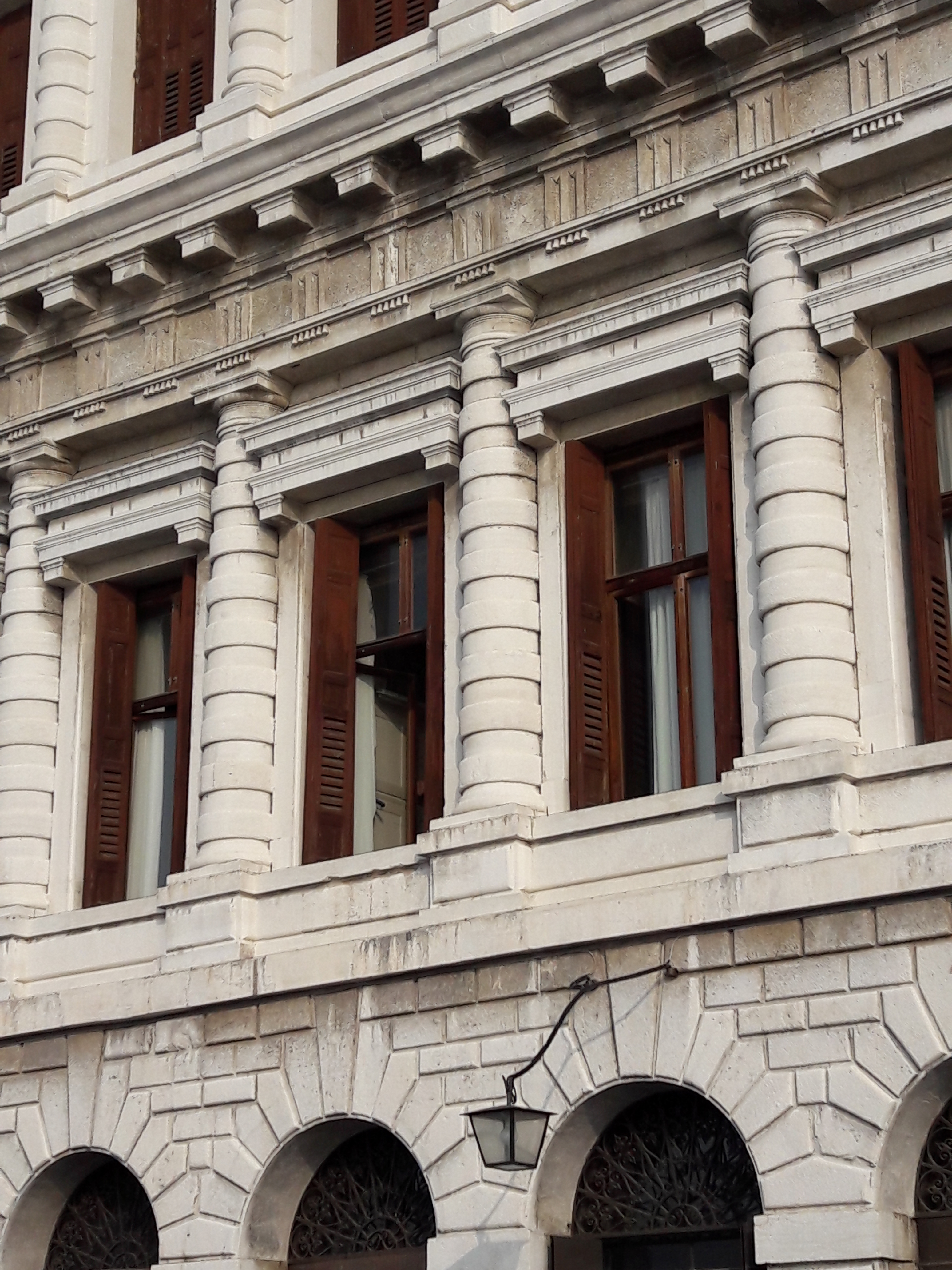
Деталь фасаду, що демонструє рустику доричного ордеру

Щоб надати будівлі відчуття неприступності, відповідне функції монетного двору, Сансовіно застосував для першого поверху важку рустику, яка поширилася на доричний ордер поверхом вище. У Венеції таке поєднання важкого обробленого істрійського вапняку та класичних ордерів уже використовував Мауро Кодуччі для Сан-Мікеле в Ізолі (початок 1469 року) і, у більш приглушеній формі, для Палаццо Корнер-Спінеллі (1497—1500). Однак цілком імовірно, що Сансовіно був натхненний стародавніми воротами Порта-Маджоре, побудованими за Клавдія (52), і проєктами Джуліо Романо для порталу на Віллі Мадама (1519), а також для його власної резиденції в Масель де Корві (1523–1524, знесена у 1902), з яким Сансовіно був знайомий із свого другого періоду в Римі (1516—1527). Важливо, що Себастьяно Серліо у своєму семитомному архітектурному трактаті Tutte l'opere d'architettura et prospetiva вважав поєднання чітко вирізаних капітелей і баз із грубими рустикованими колонами як символ великої міцності та відповідність фортеці.

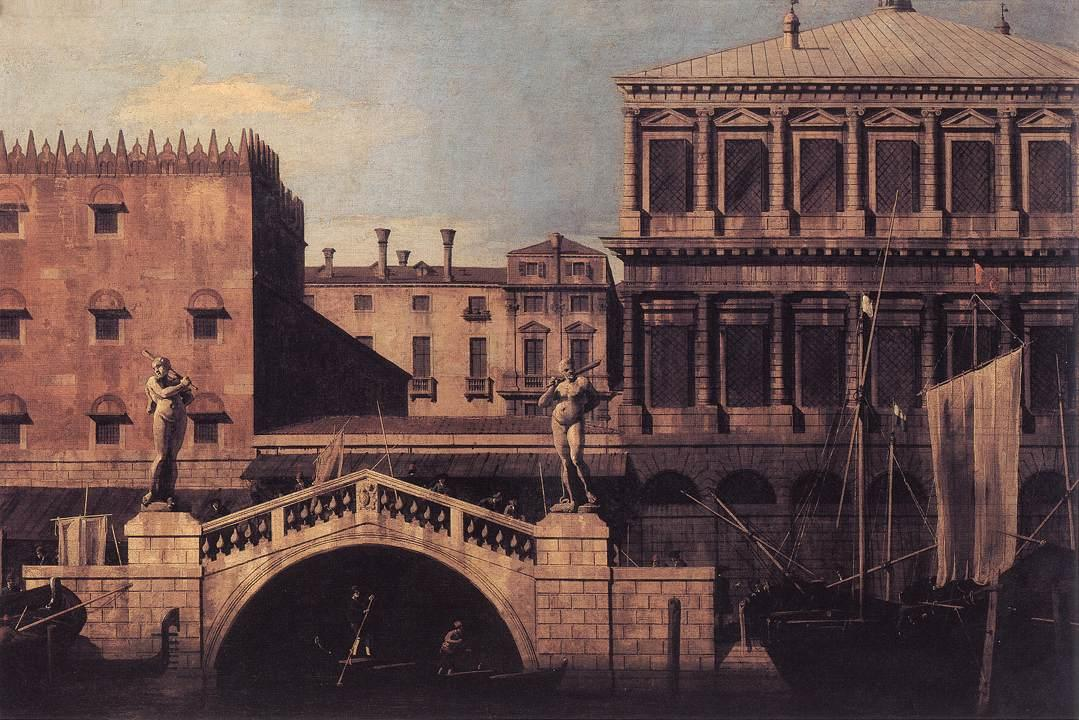
Капріччо: вид на монетний двір і зерносховища з мостом ПескаріаКаналетто, бл. 1744 року
Королівська колекція

Вікна на доричному рівні, спочатку захищені важкими залізними гратами, щільно прилягають між півколонами без відкритої поверхні, створюючи враження, ніби вони глибоко втоплені в товстій стіні, і ще більше сприяють відчуттю неприступності. Ефект посилюється завдяки масивним виступаючим зверху надпоріжникам. Поверх, який був доданий пізніше, використовує іонічний ордер, і, хоча він продовжує рустику, відкриті стіни навколо вікон і делікатні тимпани над головою, типовіші для житлової архітектури, контрастують із дизайном оригінальної будівлі та зменшують загальне відчуття масивності.

#### Вхід
Сильно рустований вхідний портал, оточений двома теламонами, що підтримують доричний антаблемент, згодом був включений до сімнадцятої аркади бібліотеки. У проході, що утворився, було розміщено дві колосальні статуї, вирізьблені Джироламо Кампанья та Тіціано Аспетті.

## Працівники та чиновники монетного двору

### Виробництво
Чеканна справа коливалася протягом року залежно від наявності злитків і комерційних потреб купців, але була найбільш інтенсивною навесні та на початку літа, коли після танення снігу в Альпах німецькі купці привозили срібло та золото до міста, а венеційський флот перед щорічним плаванням в країни Леванту вимагав великої кількості монет для торгівлі.
Відповідно кількість працівників змінювалась, але окрім оплачуваних gastaldi (бригадирів), fabri (ковалів, які кували матриці), intaidori (граверів на штампах), pexadori (ваговиків) і fanti (некваліфікованих робітників із чорними завданнями), персонал регулярно включав кваліфікованих робітників, оплачуваних за відрядною оплатою : афінадорі (рафінери), фондадорі (ливарники, які відливали чисті фланці), мендадорі (виправники, які контролювали встановлені допуски ваги) і стампадори (грошівники, які карбували монети) для обох монетних дворів - срібного на нижньому поверсі і золотому на верхньому. За оцінками, на середньовічному монетному дворі працювало близько 225 осіб, що робило його другим найбільшим роботодавцем після Арсеналу, державних верфей.
- Massari alla moneta e Massari all'oro e all'argento

Технічні операції координував Massari alla moneta e Massari all'argento e all'oro (майстер монетного двору, окремо для срібла та золота). Массарі, як правило, знатного статусу, відповідали за придбання злитків, нагляд за виробництвом і розповсюдження щойно викарбуваних монет.

### Нагляд

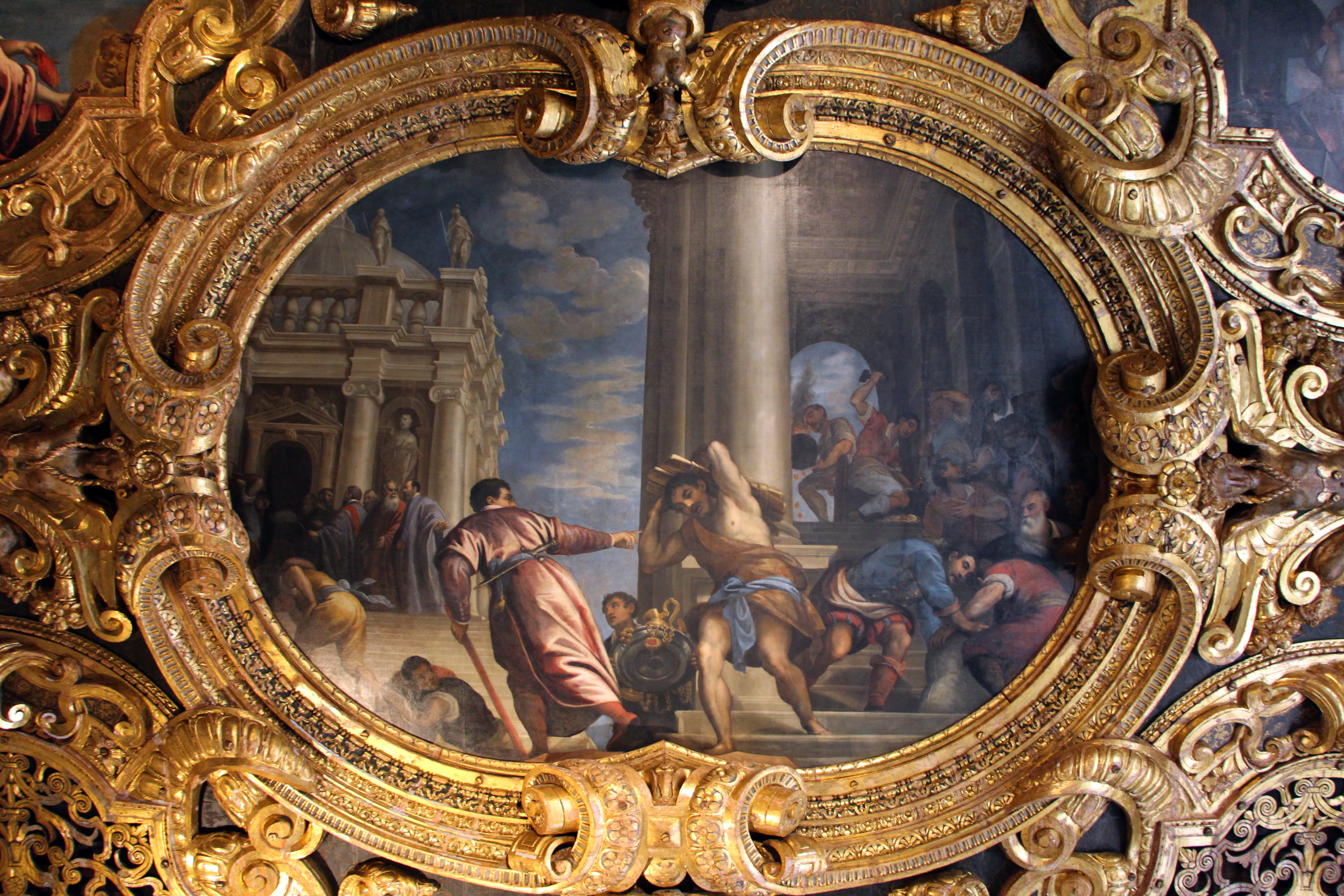
Картина Проведітора в Зекці, який супроводжує злитки до Зекки, художник Марко Вечелліо (Зал Сенату, Палац Дожів)

Крім того, для здійснення нагляду існувало кілька магістратур:
- Provveditori in Zecca

За контроль над монетним двором, з огляду на його життєвий інтерес для безпеки держави, відповідала Рада десяти. Але починаючи з 1522 року функції безпосереднього нагляду були покладені на магістрат, який обирався з числа членів Ради, з титулом Provveditore in Zecca. Спочатку доручений придбанням і карбуванням золота та очищенням срібла, Provveditore швидко взяв на себе відповідальність за загальне керівництво монетним двором. Крім того, Provveditore відповідав за видачу урядових коштів, які зберігалися на монетному дворі, підвладним містам і армії. 1562 року кількість членів Магістрату було збільшено до двох, а в 1572 році додано ще одного. Після реформи Ради десяти в 1582 році магістратура перейшла під юрисдикцію Сенату.
- Depositario

Депозитарій, створений у 1543 році Радою десяти, відповідав за грошові рахунки монетного двору. Depositario також вів рахунки для приватного капіталу, депонованого на монетному дворі, і забезпечував, щоб кошти не були незаконно привласнені урядом.
- Provveditori a ori e monete

Provveditori a ori e monete було створено в 1551 році, щоб забезпечити продаж золота, карбованого чи ні, за ціною, відмінною від офіційного курсу, встановленого урядом.
- Provveditori sopra ori e argenti

Створений у 1585 році Provveditori sopra ori e argenti втручався у випадки обміну грошей не на номінальну вартість.
- Conservatore dei pubblici depositi

Офіс Conservatore dei pubblici depositi став постійним у 1592 році з відповідальністю за резервні фонди держави, які зберігалися на монетному дворі.
- Provveditore alli prò

Заснований у 1639 році Provveditore alli prò наглядав за виплатою відсотків на приватні кошти, розміщені на монетному дворі.

## Пізніші адаптації

### Торгово-промислова палата
Карбування монет продовжувалося і після падіння Венеційської республіки в 1797 році, але припинилося в 1852 році під час другого періоду австрійського панування (1814—1866). 1872 року Торгова палата орендувала будівлю, підписавши договір оренди на двадцять дев'ять років. Щоб підготувати будівлю до її нових функцій і розмістити офіси, з 1870 по 1872 рік було проведено масштабну реконструкцію. Це передбачало вставлення вікон у аркади першого поверху у дворі. На фасаді знято залізні решітки вікон двох верхніх поверхів. Результат щодо вікон першого поверху різко розкритикував історик мистецтва Камілло Бойто, який зазначив, що важкі випнуті перемички були задумані разом із залізними ґратами під ними як єдине ціле, щоб надати фасаду відчуття міцності та непроникності. Без супровідної залізної конструкції, як візуальної підтримки, перемички здавалися ненадійно збалансованими, а вікна були «незграбною мозолею, позбавленою будь-якого здорового глузду» ("una bruttura goffa e priva di senso comune"). Бойто так само критикував зміни, внесені для переміщення головного входу для публіки на головний фасад уздовж набережної. З дев'яти сліпих аркад, спроєктованих як серія, центральні три були відкриті, щоб створити візуальний фокус і позначити вхід. Але на верхніх поверхах не існувало відповідного фокусу, і в результаті будівля втратила відчуття єдності. Початковий вигляд фасаду було відновлено, коли в 1892 році були відкриті інші аркади.

### Бібліотека Марціана
У 1900 році, після того як Торгова палата заявила про свою готовність звільнити будівлю до закінчення терміну оренди, уряд Італії ухвалив рішення використовувати будівлю для Національної бібліотеки святого Марка. У той час колекція кодексів і книг містилася в колишньому залі Великої ради в Палаці дожів, перенесеному туди з історичної будівлі бібліотеки в 1811 році. Проте палац не пристосувався для потреб бібліотеки. Місця було замало, колекція була незручно розкидана по різних кімнатах і коридорах, з підвищеним ризиком крадіжки. Відвідувачі, які відвідували палац, регулярно турбували читачів, які були обмежені маленькою, погано освітленою кімнатою. Найголовніше те, що колекція зросла з приблизно 50 000 томів у 1811 році до приблизно 400 000, і вага книг загрожувала структурній цілісності палацу: у 1897 році кілька кімнат довелося зміцнити та відремонтувати пошкодження. Наступного року комісія з трьох архітекторів оглянула будівлю і дійшла висновку, що вони не можуть гарантувати її майбутню стабільність.
Згодом розглядалися різні альтернативні місця, включаючи колишній монастир Сан-Заккарія, Ка'Корнер і Ка'Реццоніко. Пропозицію використовувати Дзекку вперше зробив бібліотекар Карло Касталлані в 1885 році і отримав підтримку мера Венеції Філіппо Грімані та венеційського сенатора та історика Помпео Молменті, який втрутився в уряд. Архітектурний проєкт адаптації будівлі розробило місцеве управління Міністерства громадських робіт за порадою адміністрації бібліотеки.
Зважаючи на нагальну потребу вивезти колекцію з Палацу дожів, роботи йшли швидко. Відділи, споруджені Торговою палатою для створення окремих офісів, були видалені, щоб мати великі відкриті сховища для книг. Читальний зал для друкованих книг створили у внутрішньому дворику, перекривши простір світловим вікном із дерева та скла та встановивши опалення. Гирло свердловини було видалено, а оригінальне покриття покрито підлогою. Були замовлені нові меблі, горіхові столи та стільці. Читальний зал для рукописів був створений на місці, яке спочатку займало срібні печі. Для цього книжкові шафи були привезені з Палацу дожів та змінені відповідно до нових приміщень. Інші книжкові шафи були модифіковані для кімнати на першому поверсі, де мали зберігатися рукописи. Колекція була передана між 12 серпня та 18 вересня 1904 року, а бібліотека була відкрита для публіки 19 грудня 1904 року. Перед офіційним відкриттям 27 квітня 1905 року склепіння були розписані темами, які описують історію бібліотеки.

## Виноски
1. ↑  The mint was located along the Canal della Fava between the churches of San Bartolomeo and San Salvatore. See Stahl, Zecca…, p. 8.
2. ↑  The coin resembles issues minted throughout the empire from 819—822 in appearance and weight. See Stahl, Zecca…, pp. 3-4.
3. ↑  The deliberation of the Great Council, dated 8 October, obligated merchants to sell silver either at Rialto or in Saint Mark's Square at the Mint or the moneychangers' booths. See Stahl, Zecca…, p. 281
4. ↑  In their architectural treatises both Vitruvius and later Filarete recommended that the mint, or treasury, be situated near the centre of government. Elsewhere in Italy, the Vatican mint was built near the entrance to the Apostolic Palace and the Florentine Mint initially opposite the Palazzo della Signoria and subsequently behind the Loggia de' Signori. See Howard, Jacopo Sansovino…, p. 168, note 4.
5. ↑  Between 1319 and 1339, both the silver and gold mints were expanded. An additional floor to the gold mint was authorized in 1343 to accommodate four additional hearths, but this was eliminated in 1352. See Stahl, Zecca…, pp. 285-286.
6. ↑  Pietro Bon, chief consulting architect for the procurators of Saint Mark de supra is often confused with Bartolomeo Bon, chief consulting architect for the Salt Office. For relative documentation and the attribution of various projects, see Stefano Mariani, 'Vita e opere dei proti Bon Bartolomeo e Pietro' (unpublished doctoral thesis, Istituto Universitario di Architettura — Venezia, Dipartimento di Storia dell'Architettura, 1983).
7. ↑  The second Italian war (1499—1504) largely coincided with the conflict against the Ottomans (1499—1503). The third Italian war lasted from 1508—1516. Conflicts on the mainland began anew in 1521 with the fourth and fifth Italian wars and concluded in 1530. Famine struck in 1527—1528.
8. ↑  An estimated 23,000 to 24,000 slaves existed on Cyprus. These were descendants of the earlier invaders who had later been enslaved by the Byzantines. For a discussion, see Federico Berchet, 'Contributo alla storia dell'edificio della veneta Zecca, prima della sua destinazione a sede della Biblioteca Nazionale Marciana', Atti del Regio Istituto Veneto di Scienze, Lettere ed Arti, lxix (1909—1910), part II, pp. 339-367.
9. ↑  By 1558, 28,879 ducats had been spent to complete Sansovino's design. Additional funds in the amount of 1,790 ducats arrived later and were used to finance the additional floor. See Howard, Jacopo Sansovino…, pp. 42 and 169, note 31.
10. ↑  Contracts were already awarded in January 1537 (=Venetian year 1536) for the vaults of a portion of the ground floor, an indication that work had progressed sufficiently. See Howard, Jacopo Sansovino…, p. 169, note 13.
11. ↑  Sansovino received a final payment on 17 May 1549. See Morresi, Jacopo Sansovino, p. 184.
12. ↑  The decision to add another floor to the mint coincided with a legal dispute between Sansovino's regular employers, the procurators of Saint Mark de supra, and the mint officials, the provveditori in Zecca, regarding the rightful recipient of the rental income from the sausage and cheese shops that had been incorporated into the mint. In 1554, the Provveditori ordered the tenets to pay the rent to the mint rather than to the procurators as in the past. In the resulting case, the provveditori objected to Sansovino's testimony on the grounds that he was an employee of the procurators and therefore biased. In such tense circumstances, it is unlikely that they would have awarded him the contract for the new floor of the mint. See Howard, Jacopo Sansovino…, p. 42, Morresi, Jacopo Sansovino, p. 184, and Tafuri, Jacopo Sansovino…, p. 72, note 89.
13. ↑  Giulio Lorenzetti erroneously ascribes the design of the entry to Vincenzo Scamozzi, Sansovino's pupil, in Itinerario sansoviniano in Venezia (1929), but as the entry is already mentioned by Francesco Sansovino in Tutte le cose notabili che sono in Venetia (1556), prior to Scamozzi's superintendence of the library, it should be ascribed to Sansovino. See Morresi, Jacopo Sansovino, p. 184.
14. ↑  See Stahl, Zecca…, pp.320-353 for a description of mint operations.
15. ↑  For the duties of the mintmasters, see Stahl, Zecca…, pp. 245-255. See also Milan and others, Guida alle magistrature…, p. 114.
16. ↑  The wellhead is now located in the courtyard of Ca' Pesaro.